# 우에모토 긴타
우에모토 긴타(일본어: 上本 銀太, 2003년 9월 29일~)는 일본의 축구 선수이다.

## 구단 경력
그는 2022년 J2리그의 레노파 야마구치 FC에 입단했고, 2년동안 팀에서 뛰었다.